# Okres Chomutov
Der Okres Chomutov (deutsch Bezirk Komotau, während der deutschen Besetzung 1938–1945 Landkreis Komotau) war eine Gebietskörperschaft im Ústecký kraj (Region Aussig) in Tschechien. Die Okresy waren in etwa vergleichbar mit den Landkreisen in Deutschland und wurden zum 1. Januar 2003 aufgelöst.
Okres Chomutov breitet sich im südwestlichen Teil des Ústecký kraj (Tschechien) aus. Auf 935 km² leben 124.035 Einwohner (Stand 1. Januar 2023) in acht Städten und 36 Gemeinden mit 173 Ortsteilen.
Der Bezirk lässt sich in vier Regionen aufteilen, die alle jeweils besondere Merkmale aufweisen:
- Erzgebirge (Krušné hory), welches 41 % der Fläche einnimmt und die älteste geologische Formation darstellt. Dieses Gebiet spielt eine wichtige Rolle im klimatischen Bereich und als Wasserreservoir. Die 1974 angelegte Talsperre Preßnitz dient der Trinkwasserversorgung
- Brüxer Becken (Mostecký úval) mit reichen Vorkommen an Braunkohle
- Saazer Becken (Žatecká pánev), ein landwirtschaftlich ertragreiches Gebiet
- Duppauer Gebirge (Doupovské hory)

Die Wälder nehmen etwa 30 % der Fläche ein und werden derzeit nach dem großen Waldsterben in den 1970er Jahren wieder aufgeforstet.
Der Bezirk Chomutov war das industrielle Zentrum der Schwerindustrie, Energieerzeugung, Stahlverarbeitung und des Bergbaus. Durch Umstrukturierung und Schließungen im letzten Jahrzehnt verlor es an Bedeutung und dies führte gleichzeitig zum Anwachsen der Arbeitslosenquote bis auf 17 %.

## Städte und Gemeinden
(Städte sind fett markiert)
1. Bílence (Bielenz)
2. Blatno (Platten)
3. Boleboř (Göttersdorf)
4. Březno (Priesen)
5. Černovice (Tschernowitz)
6. Domašín (Tomitschan)
7. Droužkovice (Trauschkowitz)

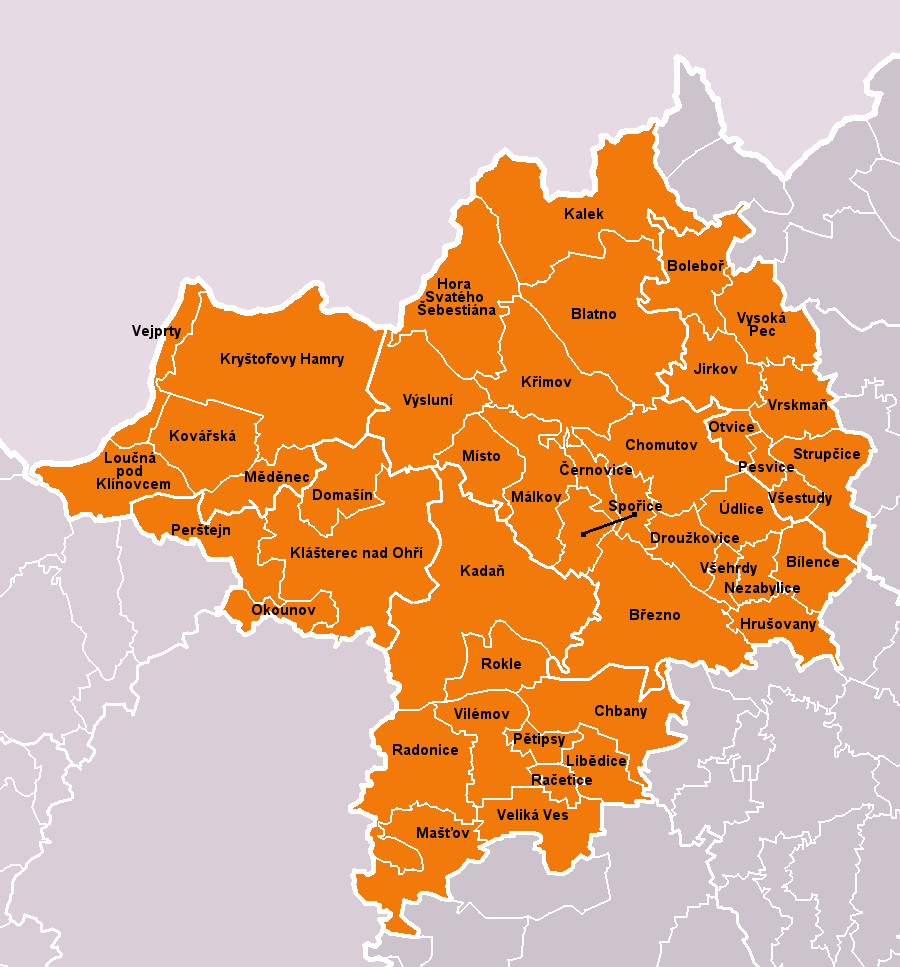
Städte und Gemeinden des Bezirks

8. Hora Svatého Šebestiána (Sebastiansberg)
9. Hrušovany (Hruschowan)
10. Chbany (Kwon)
11. Chomutov (Komotau)
12. Jirkov (Görkau)
13. Kadaň (Kaaden)
14. Kalek (Kallich)
15. Klášterec nad Ohří (Klösterle an der Eger)
16. Kovářská (Schmiedeberg)
17. Kryštofovy Hamry (Christophhammer)
18. Křimov (Krima)
19. Libědice (Libotitz)
20. Loučná pod Klínovcem (Böhmisch Wiesenthal)
21. Málkov (Malkau)
22. Mašťov (Maschau)
23. Měděnec (Kupferberg)
24. Místo (Platz)
25. Nezabylice (Neosablitz)
26. Okounov (Okenau)
27. Otvice (Udwitz)
28. Perštejn (Pürstein)
29. Pesvice (Pößwitz)
30. Pětipsy (Fünfhunden)
31. Račetice (Ratschitz)
32. Radonice (Radonitz)
33. Rokle (Rachel)
34. Spořice (Sporitz)
35. Strupčice (Trupschitz)
36. Údlice (Eidlitz)
37. Vejprty (Weipert)
38. Veliká Ves (Michelsdorf)
39. Vilémov (Willomitz)
40. Vrskmaň (Wurzmes)
41. Všehrdy (Tschern)
42. Všestudy (Schößl)
43. Výsluní (Sonnenberg)
44. Vysoká Pec (Hohenofen)

## Historische Gebäude und Sehenswürdigkeiten

### Burgen und Schlösser, Ruinen
- Bílence: ruinöses barockes Schloss Bílence (Bielenz).
- Blatno: Jagd-Schlösschen Blatno (Platten).
- Blatno: Bodendenkmal Burg Najstejn (Neustein), geringe Reste, Wälle und Zisterne, bei Blatno/Telš/Orasín, zugänglich nur über Telš oder Orasín.
- Chomutov: Rest der ehem. Burg mit Burgkirche (St. Katharinenkirche, frühgotisch um 1281) (heute Rathaus mit Ausstellungen in der Kirche) des  Deutschritterordens am Marktplatz.
- Chomutov: Bodendenkmal Burg Hausberk am westlichen Talrand der Chomutovka nördlich von Chomutov.
- Chomutov: Bodendenkmal Schlossberg (Hradiste) Chomutov, nordwestlich von Chomutov
- Jirkov: Schloss Červený Hrádek (Rothenhaus), Schloss- und Militärmuseum.
- Kadaň: Burg Kadaň (Kaaden).
- Kalek: barockes Jagdschlösschen Kalek (Kallich).
- Klášterec nad Ohří: Schloss Klášterec nad Ohří – Neogotisches Schloss, Schlossmuseum, Schloßpark.
- Klášterec nad Ohří: Burgruine Šumburk (Schönburg oder auch Neuschönburg) auf dem westlich gelegenen Berg Šumna.
- Lestkov: Burgruine Egerberk, Lestkov bei Klášterec nad Ohří.
- Lestkov: Klášterec nad Ohří/OT Lestkov, Ruine Burg Funkštejn (Funkstein) östlich von Lestkov (Leskau) und südöstlich von Rašovice (Roschwitz) auf einem Bergrücken, minimale Reste (Bodendenkmal).
- Libědice: barockes Schloss Libědice (Liebotitz), vom Verfall bedroht.
- Mašťov: barockes Schloss Mašťov (Maschau).
- Místo: Burgruine Hasištejn (Hassenstein), Ausstellungen, Gaststätte, besteigbarer Bergfried, Goethedenkmal.
- Oslovice: Reste der Burg Klejnštejn (Kleinstein), am Humnický vrch, Oslovice bei Okounov (Bodendenkmal).
- Perštejn: Burgruine Perštejn (Pürstein), Perštejn bei Klösterle an der Eger.
- Pětipsy: Schlossruine Pětipsy (Fünfhunden).
- Rokle: Schloss Rokle (Rachel).
- Rašovice: Klášterec nad Ohří / Ortsteil Rašovice (Roschwitz) mit Schlossruine Felixburk (Felixburg) (geringe Reste).
- Údlice: barockes Schloss Údlice (Eidlitz).
- Veliká Ves: Neorenaissance-Schloss Veliká Ves (Michelsdorf).
- Vernéřov bei Klášterec nad Ohří: Schlossruine Vernéřov (Wernsdorf), geringe Reste.
- Vilémov: Schloss Vilémov (Willomitz), Privatbesitz.
- Vintířov: Altes Schloss Vintířov (Renaissanceschloss Winteritz, ruinös) und Neues Schloss Vintířov (Barockschloss Winteritz), bei Radonice u Kadaně (Radonitz).
- Vysočany: barockes Schloss Vysočany bei Hrušovany u Chomutova, heute Hotel.
- Vysoká Pec u Jirkova: Ruine der Burg Nový Žeberk (Neu-Seeberg), auf dem Zámecký vrch bei Pyšná, geringe Reste.
- Vysoká Pec u Jirkova: Ruine der Burg Žeberk / Starý Žeberk (Alt-Seeberg oder Seeberg), nördlich des Ortes, geringe Reste.

### Museen
- Chomutov: Bezirksmuseum Chomutov (Oblastní muzeum v Chomutově), in der Stadt Chomutov.
- Chomutov: Rest der ehem. Burg mit Burgkirche (heute Museum u. Rathaus) des Deutschritterordens am Marktplatz.
- Chomutov: Eisenbahnausstellung in Chomutov, Teil des Technischen Nationalmuseums in Prag.
- Jirkov: Schloss Červený Hrádek (Rothenhaus), Schloss- und Militärmuseum.
- Kadaň: Städtisches Museum.
- Klášterec nad Ohří: Schloss Klášterec nad Ohří (Klösterle an der Eger) – Neogotisches Schloss, Schlossmuseum / Porzellanmuseum, Schlosspark.
- Kovářská: Museum der Luftschlacht über dem Erzgebirge 1944.
- Křimov: Eisenbahnmuseum.
- Měděnec: Heimatmuseum (kleines Bergbaumuseum).

### Sonstiges
- Blatno: ruinöse Kirche "Erzengel Michael" (in Restauration) und 250 Jahre alte Schwedenlinde.
- Boleboř: Barockkapelle Boleboř (Göttersdorf).
- Chomutov: Jesuitenareal Chomutov in Nähe des Marktplatzes direkt am Fluss Chomutovka.
- Chomutov: Naturschutzgebiet "Bezručovo údolí" nördlich von Chomutov am Fluss Chomutovka.
- Domašín: mittelalterliche Achatmine bei Domašín, Bergbaudenkmal.
- Gabrielina Huť: Wüstung der Industriesiedlung Gabriellahütten mit Ruinen bei Kalek.
- Hora Svaté Kateřiny: Besucherbergwerk Nikolaistollen (Mikulášská štola) in Hora Svaté Kateřiny (Katharinaberg).
- Jirkov: Stadtkeller / Höhlen / Eiskeller von Jirkov, Besichtigung nach Anmeldung möglich.
- Kadaň: Franziskanerkloster Kadaň.
- Kadaň: Kaadener Altstadt mit Marktplatz (nationale Denkmalschutzzone).
- Klášterec nad Ohří: Brunnenhaus der Eugenienquelle.
- Klášterec nad Ohří / Wüstung Mikulovice (Niklasdorf) westlich von Klösterle: Dorfkirche des Heiligen Nikolaus (in Restauration) und Teile des Friedhofes erhalten. Eine Statue des Heiligen Nepomuk aus Niklasdorf (und weitere Statuen) sollen nach Klösterle versetzt worden sein.
- Kotlina: Teilwüstung Kotlina (Köstelwald), restaurierte Kapelle "St. Anna" (Dorfkirche).
- Kovářská: Kalkwerk Schmiedeberg (Teil des Weltkulturerbes Montanregion Erzgebirge) und Ruine des Holzkohlenlagers eines alten Eisenwerkes. Naturdenkmal "Schwedenlinde" an Straße nach Černý Potok (Pleil).
- Křimov: barockes Pfarrhaus.
- Květnov: Wallfahrtsort Květnov.
- Měděnec: zwei Schaubergwerke:
  - "Gelobtes Land Stolln" (Štola Země Zaslíbená) und
  - Mariahilfstolln (Štola Marie Pomocná), beide am Berg Kupferhübel (Teil des Weltkulturerbes Montanregion Erzgebirge).
- Otvice: Wasserturm Otvice (Udwitz).
- verschiedene Orte: Bunkerkette(n), Teile des Tschechoslowakischen Walles am südlichen Erzgebirgshang ringförmig nördlich um Chomutov, sowie am Fluss Eger entlang.
- Volyně: Teilwüstung Volyně (Wöhlau) bei Výsluní (Sonnenberg) mit restaurierter Dorfkirche "St. Peter und Paul".
- Výsluní: Neogotische Hallenkirche St.-Wenzelskirche in Výsluní (Sonnenberg).